# Chiến tranh Tần – Việt
Chiến tranh Tần – Việt là cuộc kháng chiến chống nhà Tần mở rộng về phía nam của các bộ tộc Bách Việt ở vùng Hoa Nam, đây là các tộc người phân bố ở miền nam Trung hoa và Bắc Bộ Việt Nam hiện nay. Chiến dịch diễn ra 221 trước công nguyên (TCN) đến năm 214 TCN, nghĩa là nhà Tần thực hiện mở rộng lãnh thổ về phía nam ngay sau khi thống nhất Trung Quốc.

## Nguyên nhân
Sau khi tiêu diệt 6 nước Sơn Đông, thống nhất Trung Quốc và lên ngôi Hoàng đế, Tần Thủy Hoàng tiếp tục ý định mở rộng lãnh thổ về phía bắc và phía nam. Phía bắc, ông sai Mông Điềm mang 30 vạn quân đánh đuổi người Hung Nô, lập ra 44 huyện và xây Vạn lý Trường thành. Phía nam, từ khi diệt nước Sở năm 223 TCN, Tần Thủy Hoàng đã thu phục một bộ phận Bách Việt, lập ra quận Cối Kê và Mân Trung. Kế tục chủ trương "bình Bách Việt" của các vua Sở thời Chiến Quốc, Thủy Hoàng sai Lâu thuyền tướng quân Đồ Thư mang 50 vạn quân tiếp tục đánh chiếm những vùng đất phía nam.
Tư liệu cổ nhất ghi chép về cuộc chiến này là sách Hoài Nam tử của hoàng thân nhà Hán là Hoài Nam vương Lưu An, sống sau thời Tần khoảng trên 50 năm. Lưu An lý giải thêm nguyên nhân nam tiến của vua Tần:
| “        | [nhà Tần] lại ham sừng tê, ngà voi, lông trả, ngọc châu và ngọc cơ của người Việt, bèn sai Đồ Thư mang 50 vạn binh chia làm 5 đạo… | ” |
| — Lưu An | |   |

## Chinh phạt lần thứ nhất
Vào năm Tần Thủy Hoàng thứ hai mươi tám (219 TCN), Tần Thủy Hoàng lấy Đồ Thư làm tướng quân và đưa 500.000 quân chia thành năm đạo quân. Theo ghi chép của các biên niên sử địa phương ở Hồ Nam và các nơi khác, quân đội Tần sử dụng trong cuộc chiến này chủ yếu là quân Tần diệt Sở, nhưng để thích ứng với cuộc chiến phía nam, không dưới 100.000 trong số 500.000 quân. quân do nước Sở ban đầu [5] .
Quân Tần được chia thành năm lộ trình và tiến xuống từ sườn núi phía Nam. Tuyến đầu tiên tập trung tại Yugan (nay là tỉnh Giang Tây), tấn công các khu vực Đông Âu và Mân Việt (chủ yếu ở Phúc Kiến ngày nay), và thành lập quận Minzhong sau khi bị chiếm. Tuyến thứ hai được canh giữ ở Nam Việt (nay là thành phố Nam Cương, tỉnh Giang Tây), tạo thành một xu hướng áp bức đối với Mân Việt và Nam Việt. Con đường thứ ba đi qua Trường Sa ngày nay, tiếp theo là cưỡi Thiên Lăng và chiếm Phiên Ngung ở Nam Việt. Tuyến thứ tư đóng tại núi Jiuyi (nay là phía nam huyện Ninh Viễn, tỉnh Hồ Nam), và tuyến thứ năm đóng tại Yuechengling gần Tancheng (nay là phía tây nam của Jingzhou Miao và Dong Autonomous County, Hunan Province) , sẵn sàng cùng nhau tấn công Xiou. Hai tuyến đường phía tây nhất của nó lần đầu tiên đánh bại sự kháng cự của Tây Âu và giết chết Tây Âu Yiyu Song. Năm thứ hai, quân Tần đã xâm nhập hoàn toàn vào nội địa Nam Việt, và ba quận Nam Hải, Quế Lâm và Tương Quân được đặt làm cơ sở cho việc thành lập thành phố Nam Vũ ở cửa sông Châu Giang, phía bắc. của Quảng Tây, và ngã ba của Việt Nam và Quảng Tây. Đầu quân Tần, Đường Tư Đồ và Đường Chiêu Nghi, tổng cộng 200.000 con ngựa, là những người đầu tiên tấn công. [5]
Phần lớn binh lính của quân Tần là từ phía bắc, và phần lớn là từ Thiểm Tây, Sơn Tây và Hà Nam. Khoảng năm 218 TCN, quân Tần gặp phải sự kháng cự ngoan cố từ Tây Âu ở Quảng Tây, sau khi thủ lĩnh tộc Tây Âu là Dịch Hu Tống chết, người Tây Âu đã chạy trốn vào rừng để tiếp tục kháng chiến và cắt đứt đường lương thực của quân Tần. " "ghi chép rằng Tây Âu " tấn công Tần vào ban đêm, đập tan nó, giết chết Yutu Sui, chôn xác và đổ máu hàng vạn ", buộc quân Tần" ở một nơi vô dụng, sau đó không phải rút lui ", vì vậy “ba năm không tháo giáp, giãn nỏ, để tù không chuyển lương” [6] [7] .
Sau khi Đồ Thư chết, phó tướng của ông là Triệu Đà lên thay. Quân Tần tổn thất khoảng 300.000 người, 200.000 người còn lại rút về phía đông Lĩnh Nam. Quân Tần phái thêm bọn tội phạm canh giữ biên giới, 500.000 người "lưu vong di cư" bị Tần phái đến Nam Việt "lưu lạc linh tinh". Vì nhiều người từ đồng bằng miền Trung đến Lĩnh Nam không có vợ nên Triệu Đà yêu cầu Tần Thủy Hoàng phái 3 vạn cung nữ xuống phía nam, nhưng Tần Thủy Hoàng chỉ phái 15 ngàn người. Vì vậy, nhiều người trong số họ đã lấy phụ nữ Việt Nam làm vợ. Dưới sự bảo trợ của Triệu Đà, nhà Tần bắt đầu giảm bớt mối quan hệ giữa người Việt và những người cai trị của họ. Với sự mở rộng quy mô của các cuộc hôn nhân, số người từ phương Bắc vào trấn giữ biên giới cũng ngày một nhiều hơn. [số 8]

## Sự kháng cự của người Việt

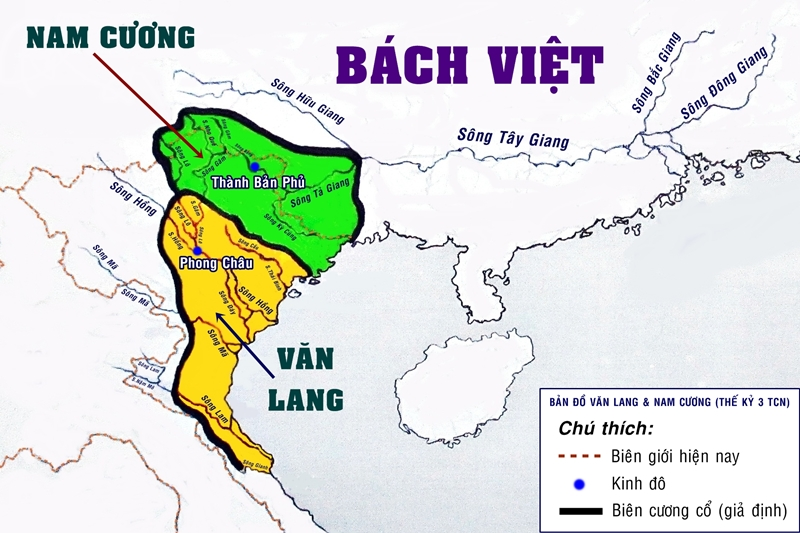
Vị trí nước Văn Lang và các con sông tại đất Lĩnh Nam của người Bách Việt.

Trong khi ba đạo quân tiến đánh vùng Mân Việt, Đông Việt và Nam Việt khá thuận lợi và hoàn thành mục tiêu, đạo quân tiến vào Ngũ Lĩnh gặp rất nhiều khó khăn. Liên tiếp trong 3 năm (218 – 215 TCN), quân Tần vừa phải đào kênh, vừa phải đối phó với sự đánh trả khá mạnh của người Âu Việt. Trong 3 năm đó quân Tần liên tục phải tác chiến, "không cởi giáp dãn nỏ".
Nhờ có Linh Cừ, quân Tần tiến theo sông Quế vào lưu vực Tây Giang là địa bàn của người Tây Âu. Tại đây, quân Tần giết được thủ lĩnh người Tây Âu là Dịch Hu Tống, tuy nhiên người Bách Việt không chịu đầu hàng mà tiếp tục bầu thủ lĩnh khác lên chỉ huy cuộc chiến chống Tần.
Năm 214 TCN, Đồ Thư tiếp tục thúc quân về phía nam. Quân Tần theo sông Tả Giang và sông Kỳ Cùng tiến vào vùng đất của người Âu Việt.
Sau khi Dịch Hu Tống tử trận, để tránh thế mạnh của quân Tần, người Việt rút vào rừng sâu, cùng nhau bầu thủ lĩnh mới để chống địch. Thục Phán trở thành một thủ lĩnh Tây Âu đứng lên chống Tần. Quân Tần truy kích nhưng vấp phải sự kháng cự mạnh mẽ. Người Việt đánh tập kích bất ngờ và dùng cung nỏ chống lại quân Tần, làm tổn thất nhiều binh lính của Đồ Thư.
Cuộc chiến chống Tần của người Việt diễn ra trong nhiều năm. Quân Tần tổ chức tấn công tiêu diệt không hiệu quả, dần dần lương thực bị tuyệt và thiếu, muốn tiến hay lui đều bị người Việt bủa vây đánh úp. Sử ký mô tả tình trạng quân Tần:
| “             | Đóng binh ở đất vô dụng… Tiến không được, thoái không xong. Đàn ông mặc áo giáp, đàn bà phải chuyên chở, khổ không sống nổi. Người ta phải thắt cổ trên cây dọc đường. Người chết trông nhau | ” |
| — Tư Mã Thiên | |   |

Khi quân Tần bị nguy khốn, người Việt tổ chức tấn công, giết được tướng Đồ Thư. Quân Tần bị thua nặng, sách Hoài Nam tử mô tả: "thây phơi máu chảy hàng chục vạn người".Tần cử tướng mới là Nhâm Hiêu để đàn áp Việt dữ dội và cai trị xứ thuộc địa mới này.

## Hậu quả
Chiến tranh Việt-Tần là cuộc đụng độ lịch sử đầu tiên giữa người Việt và nước Trung Hoa thống nhất (không tính tới những cuộc chiến giữa nước Sở và các bộ tộc người Bách Việt thời Chiến Quốc). Các sử gia hiện đại Việt Nam coi đây là cuộc chiến chống ngoại xâm đầu tiên của Việt Nam. Lãnh thổ nhà Tần đã mở rộng về phía nam, bao gồm các quận Nam Hải, Quế Lâm và Tượng. Năm 214 TCN, Tần Thủy Hoàng sai Triệu Đà dời vài chục vạn người đến vùng Ngũ Lĩnh (Việt Thành, Đồ Bang, Manh Chữ, Kỵ Điền, Đại Dữu (thuộc Hồ Nam), Cần (Giang Tây), Việt (thuộc Quảng Đông) và Quế (thuộc Quảng Tây). Từ đây Lưỡng Quảng thuộc về Trung Quốc.
Khi Trung Nguyên đại loạn, nhà Tần suy sụp. Triệu Đà đã làm theo kế của Nhâm Hiêu, ly khai nhà Tần sắp mất mà hình thành ra nước Nam Việt.
Theo các sử gia Việt Nam hiện đại thì ở phía nam, gần như cùng thời điểm đó, sau cuộc chiến chống Tần thắng lợi, thủ lĩnh người Âu Việt là Thục Phán đã thay thế các thủ lĩnh Lạc Việt (Sử đời sau của Việt Nam gọi các thủ lĩnh này là "Hùng Vương"), sáp nhập 2 tộc Việt và thành lập nước Âu Lạc vào khoảng năm 207 TCN.
Sau khi nhà Tần mất 4 năm, Lưu Bang diệt Tây Sở thống nhất thiên hạ năm 202 TCN, lập ra nhà Hán. Nhà Hán phải đối phó với Hung Nô phía bắc và các chư hầu mới, không tính tới việc thôn tính Nam Việt. Gần như toàn bộ đất đai nhà Tần mới mở ở phương nam lọt vào tay Triệu Đà, nhà Hán tiếp quản Trung Nguyên nhưng không tiếp quản được vùng này mà dùng ngoại giao coi Nam Việt như 1 nước "chư hầu"...
Hai biến động lớn nhất sau cuộc chiến Việt-Tần là sự hình thành nước Nam Việt của Triệu Đà (quốc gia có sự Hán hóa người Bách Việt ở lãnh thổ Hoa Nam ngày nay) và nước Âu Lạc của Thục Phán thay thế nước Văn Lang (trên lãnh thổ miền bắc Việt Nam ngày nay). Nhà Triệu sau đó sáp nhập Âu Lạc (Miền Bắc Việt Nam) vào lãnh thổ nước Nam Việt; nhà Tây Hán thay thế nhà Tần ở Trung Nguyên và đánh bại Nam Việt năm 111 TCN, từ đó thì nước Việt Nam chính thức trở thành thuộc địa bị trung ương đi cai trị trực tiếp và chính thức bị các ảnh hưởng văn hóa-chính trị-triết học... của Trung Quốc ngay từ thời nhà Hán đến nay.

## Ảnh hưởng
Hiêu chiết, đà lập tức di hịch cáo hoành phố, dương sơn, Hoàng Hoát quan viết: “đạo binh thả chí, cấp tuyệt đạo tụ binh tự thủ! ”nhân sảo dĩ pháp tru tần sở trí trưởng lại, dĩ kỳ đảng vy giả thủ. Tần dĩ phá diệt, đà tức kích tịnh quế lâm, tượng quận, tự lập vy Nam Việt Vũ vương. Hán thập nhất niên, khiển lục giả nhân lập đà vy nam việt vương, dữ phẫu phù thông sử, hoà tập bách việt, vô vy nam biên hoạn hại, dữ trưởng sa tiếp cảnh. 」[10]
Căn cứ quan vu lạc việt truyện thuyết, cổ thục của vương tộc hậu duệ thục phán diệt văn lang quốc tịnh thả kích bại kỳ tha lạc việt đích bộ lạc thủ lĩnh, dĩ loa thành （nay việt nam hà nội thị đông anh huyện nội ）là đô thành kiến lập liễu âu lạc quốc （ 258 TCN ）.
Tần tướng triệu đà suất quân thung công nguyên tiền 210 niên khai thủy, tiến công kiêm tịnh liễu âu lạc quốc, ước tại tiền 204niên, dĩ phiên ngu vy đô thành, tại lĩnh nam địa khu kiến lập nam việt quốc. [11]
Tần quân tại đệ nhị thứ chiến tranh hậu đích bộ đội lưu tại lĩnh nam, dữ đương địa nhân dung hợp, thành vy liễu hiện tại đích lưỡng quảng nhân đích tổ tiên. Chi hậu tại lĩnh nam do nguyên tần quân đẳng trung nguyên di dân cập bách việt nhân cộng đồng trị lý đích nam việt quốc trì tục liễu ước 93niên.